# ディー・ディー・ラモーン
ダグラス・グレン・コルヴィン（Douglas Glenn Colvin）ことディー・ディー・ラモーン(1952年9月18日- 2002年6月5日)は、アメリカのバンドラモーンズの元メンバーでベース奏者、ラッパーである。ラモーンズのオリジナルメンバー。

## 来歴
1987年以降、精力的にソロ活動を行い1989年にラモーンズから脱退するが、その後も作曲面でバンドに協力した。
また1996年に行われたラモーンズの解散コンサートにも参加した。
その後はマーキー・ラモーンらと結成したラモーンズのトリュビュートバンド、The Ramainzなどで活動した。
ディー・ディーは薬物中毒で悩まされ、2002年6月5日にヘロインの過剰摂取でカリフォルニアの自宅にて死去。享年49歳であった。